# Црква брвнара Светих апостола Петра и Павла у Лозовику
Црква брвнара Светих апостола Петра и Павла у Лозовику, у општини Велика Плана, започета је са изградњом 1806. године а завршена 1831. године. Представља непокретно културно добро под заштитом Републике Србије као споменик културе.

## Историјат
Црква брвнара у Лозовику подигнута је на иницијативу и заједничко залагање мештана Лозовика и Сараораца. Значајни удео у иницијативи и изградњи цркве је дао лозовичанин Хаџи Илија Распоповић, који је после хаџилука по Светој земљи, поклонио део своје имовине од 4,5 хектара да се се на њој изгради црква брвнара. Данашњу пространу порту црква брвнара заједно дели са касније изграђеном црквом (1890-1894), која је исто посвећена Светим апостолима Петру и Павлу. Обе цркве се као независна непокретна културна добра воде као споменици културе.
У порти цркве некада је постојала школа и дрвена звонара са звонима која је лозовичкој цркви поклонио Кнез Милош. Након изградње нове цркве у Лозовику 1895. године звона су пренета из звонаре у звоник нове цркве, али су у Првом светском рату однета у Аустроугарску и претопљена. Стара школа радила је до 1874. године, али од ње данас нема ни трага.

## Изглед цркве брвнаре
Црква је грађена од храстових талпи на темељима од ломљеног камена и покривена ситном шиндром која личи на клис (првобитни покривач је била шиндра димензија сличних као на цркви Манастира Покајнице). У основи је 14,6х6,6 м тако да припада црквама брвнарама средње величине код нас. Подељена је на 4 дела: трем са стубовима, припрату која је преградом одвојена од наоса и полигонални олтарски простор са каменим олтаром. Има двоја врата, западна и северна, украшена профилисаним дашчицама и три мала прозора са гвозденим решеткама. Унутрашњост је засведена коритастим сводом од буковог шашовца.

## Обнова
Већи радови на цркви брвнари извођени су 1931. године поводом прославе стогодишњице храма, затим седамдесетих година 20. века под руководством Завода за заштиту споменика културе Крагујевац и 2003-2004. године под руководством Регионалног завода за заштиту споменика културе Смедерево.